# 풍경이 있는 여행
《풍경이 있는 여행》는 대한민국의 KBS 1TV에서 방송한 여행 다큐멘터리 프로그램이었다. 우리 국토의 숙련한 풍경과 그 속에 사는 사람들의 어기찬 전국일주에 모습을 다룬다.

## 방송 시간
| 방송 채널 | 방송 기간                          | 방송 시간                             |
| --------- | ---------------------------------- | ------------------------------------- |
| KBS 1TV   | 2009년 4월 25일 ~ 2010년 5월 8일   | 매주 토요일 오전 08:00 ~ 08:30 (30분) |
| KBS 1TV   | 2010년 5월 14일 ~ 2010년 12월 17일 | 매주 금요일 오전 00:00 ~ 00:30 (30분) |
| KBS 1TV   | 2011년 1월 1일 ~ 2011년 5월 28일   | 매주 토요일 오전 09:30 ~ 10:00 (30분) |
| KBS 1TV   | 2011년 6월 4일 ~ 2011년 11월 5일   | 매주 토요일 오전 10:30 ~ 11:00 (30분) |

## 방송 회차

### 2009년
| 회차 | 방송일    | 방송 내용                                 |
| ---- | --------- | ----------------------------------------- |
| 1    | 4월 25일  | 초록 바다의 유혹 - 경남 통영              |
| 2    | 5월 2일   | 바다의 기별 - 전북 부안                   |
| 3    | 5월 9일   | 땅끝에 부는 바람 - 전남 해남              |
| 4    | 5월 16일  | 동해 그리고 나 - 경북 영덕                |
| 5    | 5월 23일  | 물빛 그리움 - 충북 옥천                   |
| 6    | 5월 30일  | 노을빛 연가 - 충남 태안                   |
| 7    | 6월 6일   | 순수의 땅 - 강원 삼척                     |
| 8    | 6월 13일  | 꿈꾸는 섬 - 경남 남해                     |
| 9    | 6월 20일  | 흔적, 그 어울림 - 전남 강진               |
| 10   | 6월 27일  | 시간을 머금은 도시 - 전북 군산            |
| 11   | 7월 4일   | 그리운 바다, 바람의 올레 - 제주특별자치도 |
| 12   | 7월 11일  | 생명의 섬 - 강화도                        |
| 13   | 7월 18일  | 언제나 그 자리에 - 전남 목포              |
| 14   | 7월 25일  | 바다의 메아리 - 경남 거제                 |
| 15   | 8월 1일   | 흐르는 강물처럼 - 강원 영월               |
| 16   | 8월 8일   | 오래된 젊음 - 충남 논산                   |
| 17   | 8월 15일  | 천년의 기억 - 전북 고창                   |
| 18   | 8월 22일  | 항구의 노래 - 전남 여수                   |
| 19   | 8월 29일  | 바다를 품은 섬 - 전남 완도                |
| 20   | 9월 5일   | 산과 바다의 하모니 - 경북 울진            |
| 21   | 9월 12일  | 가을 길목에서 - 강원 강릉                 |
| 22   | 9월 19일  | 바람의 노래, 그리고 오름 - 제주특별자치도 |
| 23   | 9월 26일  | 가을 서정 - 경남 하동                     |
| 24   | 10월 3일  | 호수에 빠진 가을향기 - 대청호             |
| 25   | 10월 10일 | 바람 부는 언덕 - 울산 울주                |
| 26   | 10월 17일 | 바다의 선물 - 전남 영광                   |
| 27   | 10월 24일 | 노을빛 들녘 - 충남 서산                   |
| 28   | 10월 31일 | 가을 유혹 - 강원 속초                     |
| 29   | 11월 7일  | 꽃처럼 바람처럼 - 충북 단양               |
| 30   | 11월 14일 | 산은 강처럼 흐르고 - 강원 정선            |
| 31   | 11월 21일 | 산의 소리 강의 소리 - 전남 구례           |
| 32   | 11월 28일 | 생명을 품은 상태도시 - 전남 순천          |
| 33   | 12월 5일  | 호수가 부르는 연가 - 강원 춘천            |
| 34   | 12월 12일 | 하늘의 땅 - 강원 평창                     |
| 35   | 12월 19일 | 땅 끝 너머, 초록빛 겨울 - 전남 진도       |
| 36   | 12월 26일 | 천년제국의 꿈 - 경북 경주                 |

### 2010년
| 회차 | 방송일    | 방송 내용                                    |
| ---- | --------- | -------------------------------------------- |
| 37   | 1월 2일   | 경계의 땅 - 경기 파주                        |
| 38   | 1월 9일   | 평화의 노래 - 강원 철원                      |
| 39   | 1월 16일  | 다시 꿈꾸는 산과 바다 - 강원 고성            |
| 40   | 1월 23일  | 빛과 선 길 위에 만나다 - 제주특별자치도      |
| 41   | 1월 30일  | 갈매기의 꿈 - 동부산                         |
| 42   | 2월 6일   | 바람의 시간들 - 전남 신안                    |
| 43   | 2월 13일  | 시인의 마을 - 전남 담양                      |
| 44   | 2월 20일  | 고향을 품은 고원 - 전북 진안                 |
| 45   | 2월 27일  | 길이 열리는 도시 - 경기 화성                 |
| 46   | 3월 6일   | 우리 땅 최초의 기억을 찾아 - 인천            |
| 47   | 3월 13일  | 갈대의 노래 - 서부산                         |
| 48   | 3월 20일  | 어머니의 땅 - 전북 무주                      |
| 49   | 3월 27일  | 풍경과 상처 - 전남 고흥                      |
| 50   | 4월 3일   | 산 바다 그리고 희망 - 강원 양양              |
| 51   | 4월 10일  | 봄빛 그리움 - 충남 당진                      |
| 52   | 4월 17일  | 매혹의 초록 바다 - 경남 사천                 |
| 53   | 5월 1일   | 첫 해를 품은 포구 - 경북 포항 구룡포         |
| 54   | 5월 8일   | 그리움의 이유 남도의 봄 - 전남 보성          |
| 55   | 5월 14일  | 섬 시간을 가두다 - 제주특별자치도 제주 추자  |
| 56   | 6월 4일   | 물이 빚은 풍경 - 충북 충주                   |
| 57   | 6월 11일  | 섬진강, 추억 그리고 강 - 전남 곡성           |
| 58   | 6월 18일  | 초록의 시간을 품다 - 경북 청송               |
| 59   | 6월 25일  | 천년 그리움이 흐르는 강 - 전남 나주          |
| 60   | 7월 2일   | 끝길에서 시작을 보다 - 충남 서천             |
| 61   | 7월 9일   | 산촌에서 선비를 만나다 - 경남 함양           |
| 62   | 7월 16일  | 느리게 가는 시간 - 증도                      |
| 63   | 7월 23일  | 바람 따라 길따라 - 강원 동해                 |
| 64   | 7월 30일  | 산 도시를 품다 - 북한산                      |
| 65   | 8월 6일   | 휴(休) 쉬어가다 - 충남 태안                  |
| 66   | 8월 20일  | 골목길 사이로 역사는 흐르고 - 전북 전주      |
| 67   | 8월 27일  | 고요를 품은 섬 - 인천 옹진                   |
| 68   | 9월 3일   | 천년의 시간 그림이 되다 - 경북 예천          |
| 69   | 9월 10일  | 풍경은 이야기를 따라 흐르고 - 경남 밀양      |
| 70   | 9월 17일  | 아픈 역사는 풍경이 되고 - 거문도             |
| 71   | 9월 24일  | 첨단도시 역사를 품다 - 경북 구미             |
| 72   | 10월 1일  | 시간 숨을 멈추다 - 청학동 그리고 지리산      |
| 73   | 10월 8일  | 메밀꽃 향기에 담은 가을 - 강원 평창          |
| 74   | 10월 15일 | 그곳에 선비가 산다 - 경북 영주               |
| 75   | 10월 29일 | 가을 향기로 물든 황금 지평선 - 전북 김제     |
| 76   | 11월 6일  | 호수 가을을 머금다 - 충남 예산               |
| 77   | 11월 20일 | 옛 서울을 걷다 - 서울 성곽길                 |
| 78   | 11월 27일 | 남도 800리 경전선 1편 - 추억                 |
| 79   | 12월 4일  | 남도 800리 경전선 2편 - 낭만                 |
| 80   | 12월 11일 | 서해 갯벌 겨울 낭만을 만나다 1편 - 기다림    |
| 81   | 12월 17일 | 서해 갯벌 겨울 낭만을 만나다 2편 - 삶과 역사 |

### 2011년
| 회차 | 방송일    | 방송 내용                                     |
| ---- | --------- | --------------------------------------------- |
| 82   | 1월 1일   | 겨울 여행, 희망과 추억을 만나다 - 강원 태백   |
| 83   | 1월 8일   | 산을 품고 강을 안다 - 경기 양평               |
| 84   | 1월 15일  | 늪은 겨울 잠을 자지 않는다 - 창녕 우포늪      |
| 85   | 1월 22일  | 바람과 함께 산다 - 강원 인제                  |
| 86   | 1월 29일  | 그리운 이름 어머니 - 전남 장흥                |
| 87   | 2월 5일   | 자연의 속도로 살다 - 전남 완도                |
| 88   | 2월 12일  | 자연을 빚다 - 경기 가평                       |
| 89   | 2월 19일  | 물빛 그리움에 사무치다 - 전북 임실            |
| 90   | 2월 26일  | 겨울바다 그리고 오래된 도시 - 충남 보령       |
| 91   | 3월 5일   | 그 바다에 서면 모든 삶이 예술이다 - 경남 통영 |
| 92   | 3월 12일  | 산속의 섬, 외로움을 노래하다 - 경북 영양      |
| 93   | 3월 19일  | 하늘의 순리대로 흐르다 - 전남 순천            |
| 94   | 3월 26일  | 살짜기 옵서예. 봄의 여신이여 - 제주           |
| 95   | 4월 2일   | 물의 도시 봄을 품다 - 경기 포천               |
| 96   | 4월 9일   | 길을 열다 - 충남 서산                         |
| 97   | 4월 16일  | 봄을 마중하다 - 전남 구례                     |
| 98   | 4월 23일  | 아픔마저 꽃으로 피어 - 경남 창원              |
| 99   | 4월 30일  | 봄날은 간다 - 충남 부여                       |
| 100  | 5월 7일   | 세월을 빚어, 색을 입다 - 전북 고창            |
| 101  | 5월 14일  | 길 위의 삶을 따라 걷다 - 경남 남해 바래길     |
| 102  | 5월 21일  | 만남의 시작 - 전남 해남 땅끝길                |
| 103  | 5월 28일  | 시간이 쌓여 풍경이 되다 - 전북 부안           |
| 104  | 6월 4일   | 돌하르방, 어디 감수광 - 제주                  |
| 105  | 6월 11일  | 시간을 걷다 - 강화 나들길                     |
| 106  | 6월 18일  | 동해를 품고 달리다, 바다열차                  |
| 107  | 6월 25일  | 시간이 멈춘 청정지역, 양구를 가다             |
| 108  | 7월 2일   | 빛나는 시내 - 강원 화천                       |
| 109  | 7월 9일   | 이야기는 여름 지리산을 따라 흐르고-하동       |
| 110  | 7월 16일  | 금강송 옛길너머 울진이 있다 - 경북 울진       |
| 111  | 7월 23일  | 향수의 고향 - 충북 옥천                       |
| 112  | 7월 30일  | 여름, 섬 이야기 - 전남 여수                   |
| 113  | 8월 6일   | 심산구곡(深山九曲) - 충북 괴산                |
| 114  | 8월 13일  | 이야기가 머문 자리 - 전북 완주                |
| 115  | 8월 20일  | 한국 근대문화유산을 만나다 - 전북 군산        |
| 116  | 9월 3일   | 백리 동강길 - 강원 정선, 영월                 |
| 117  | 9월 10일  | 세월과 풍류를 따라 걷다 - 경포호              |
| 118  | 9월 17일  | 산 속의 너른 들 - 경남 거창                   |
| 119  | 9월 24일  | 잊혀진 길, 그 위에 서다 - 안동유교문화길      |
| 120  | 10월 1일  | 다시 만선을 꿈꾸다 - 충남 태안                |
| 121  | 10월 8일  | 섬, 바라보다 - 경남 거제                      |
| 122  | 10월 15일 | 넉넉한 풍경 - 전남 영광군                     |
| 123  | 10월 22일 | 그곳에 다산이 산다 - 남도 유배길              |
| 124  | 10월 29일 | 넉넉한 물길, 대지를 품다 - 섬진강 길          |
| 125  | 11월 5일  | 푸른 땅, 단풍 들다 - 경북 청송                |

## 같이 보기
- 그곳에 가고 싶다 (1995~2005년)
- 영상포엠 내 마음의 여행 (2005년 11월 3일 ~ 2009년 4월 19일)